# Гранд-Маунд (Вашингтон)
Гранд-Маунд (англ. Grand Mound) — переписна місцевість (CDP) в США, в окрузі Тюрстон штату Вашингтон. Населення — 3301 особа (2020).

## Географія
Гранд-Маунд розташований за координатами 46°48′22″ пн. ш. 123°0′48″ зх. д. / 46.80611° пн. ш. 123.01333° зх. д. (46.806170, -123.013282).  За даними Бюро перепису населення США в 2010 році переписна місцевість мала площу 10,34 км², з яких 10,17 км² — суходіл та 0,18 км² — водойми.

## Демографія
Згідно з переписом 2010 року, у переписній місцевості мешкала 2981 особа в 991 домогосподарстві у складі 766 родин. Густота населення становила 288 осіб/км².  Було 1071 помешкання (104/км²).
Расовий склад населення:
| - 81,8 % — білих - 2,1 % — корінних американців - 1,1 % — азіатів - 0,7 % — чорних або афроамериканців - 0,2 % — вихідців з тихоокеанських островів - 8,3 % — осіб інших рас |

До двох чи більше рас належало 5,8 %. Частка іспаномовних становила 16,1 % від усіх жителів.
За віковим діапазоном населення розподілялося таким чином: 30,5 % — особи молодші 18 років, 59,9 % — особи у віці 18—64 років, 9,6 % — особи у віці 65 років та старші. Медіана віку мешканця становила 33,3 року. На 100 осіб жіночої статі у переписній місцевості припадало 100,6 чоловіків;  на 100 жінок у віці від 18 років та старших — 98,8 чоловіків також старших 18 років.
Середній дохід на одне домашнє господарство  становив 67 881 долар США (медіана — 58 529), а середній дохід на одну сім'ю — 67 355 доларів (медіана — 57 868). За межею бідності перебувало 31,0 % осіб, у тому числі 42,3 % дітей у віці до 18 років та 3,0 % осіб у віці 65 років та старших.
Цивільне працевлаштоване населення становило 1541 осіб. Основні галузі зайнятості: освіта, охорона здоров'я та соціальна допомога — 17,0 %, мистецтво, розваги та відпочинок — 14,7 %, роздрібна торгівля — 13,7 %.